# Frankie Saenz
Frankie Saenz (Phoenix, 12 de agosto de 1980) é um lutador estadunidense de artes marciais mistas que atualmente compete no peso-galo do Ultimate Fighting Championship. Competidor no MMA desde 2009, Saenz fez seu nome lutando em seu país natal, onde ele foi Campeão Peso-Mosca (61 kg) do King of the Cage, Campeão Peso Pena do World Fighting Federation e Campeão Peso-Pena do Coalition of Combat. Ele atualmente é o 12° colocado no ranking de galos do UFC.

## Carreira no MMA

### Começo da carreira
Frankie Saenz começou a treinar MMA em 2008. Ele tem um background no wrestling e lutou pela Universidade do Estado do Arizona e Universidade do Norte do Colorado. Ele também possui a faixa azul de Jiu Jitsu.
Ele ganhou o Título Peso Pena do WFF em 2011 no WFF 7, com uma vitória por nocaute técnico sobre Michael Parker. No ano seguinte, ele perdeu o título por desqualificação para Jeff Fletcher devido a uma joelhada ilegal no oponente.
Em 2013, Saenz ganhou o Título Peso Mosca do KOTC (135 lbs), com uma vitória por finalização sobre Marvin Garcia. Ele defendeu seu título duas vezes, contra Tyler Bialecki e Marvin Blumer.

### Ultimate Fighting Championship
Após sua segunda defesa de título no KOTC, Saenz assinou com o UFC em 7 de Agosto de 2014. Ele era esperado para fazer sua estréia promocional contra o também estreante Nolan Ticman em 16 de Agosto de 2014 no UFC Fight Night: Bader vs. St. Preux. Saenz venceu a luta por decisão unânime.
Saenz depois era esperado para enfrentar Aljamain Sterling em 8 de Novembro de 2014 no UFC Fight Night: Rockhold vs. Bisping, mas a luta foi cancelada devido a uma lesão de Saenz.
Em 22 de Fevereiro de 2015, Saenz enfrentou Iuri Alcântara no UFC Fight Night: Pezão vs. Mir. Entrando como um grande azarão, Saenz derrotou o 8° do ranking Alcântara por decisão unânime.
Saenz enfrentou Sirwan Kakai em 8 de Agosto de 2015 no UFC Fight Night: Teixeira vs. St. Preux. Ele venceu por decisão dividida.
Saenz enfrentou o compatriota Urijah Faber em 12 de Dezembro de 2015 no UFC 194. Ele perdeu o combate para o Califórnia Kid por decisão unânime.
Saenz enfrentou o compatriota Eddie Wineland em 23 de Julho de 2016 no UFC on Fox: Holm vs. Shevchenko. Ele perdeu o combate no terceiro round por nocaute técnico.

## Títulos

### Artes marciais mistas
- King of the Cage
  - Título Peso Mosca (135 lbs) do King of the Cage (Uma vez)
- Duas defesas de título com sucesso

- World Fighting Federation
  - Título Peso Pena do World Fighting Federation (Uma vez)

- Coalition of Combat
  - Título Peso Pena do Coalition of Combat (Uma vez)

## Cartel no MMA
| Cartel no MMA       |             |            |
| 20 lutas            | 13 vitórias | 7 derrotas |
| Por nocaute         | 3           | 4          |
| Por finalização     | 2           | 0          |
| Por decisão         | 8           | 2          |
| Por desqualificação | 0           | 1          |

| Res.    | Cartel | Oponente          | Método                               | Evento                                  | Data       | Round | Tempo | Local                           | Notas                                       |
| ------- | ------ | ----------------- | ------------------------------------ | --------------------------------------- | ---------- | ----- | ----- | ------------------------------- | ------------------------------------------- |
| Derrota | 13-7   | Jonathan Martinez | Nocaute técnico (joelhada e socos)   | UFC Fight Night: Brunson vs. Shahbazyan | 01/08/2020 | 3     | 0:57  | Las Vegas, Nevada               |                                             |
| Derrota | 13-6   | Marlon Vera       | Nocaute Técnico (socos)              | UFC Fight Night: Thompson vs. Pettis    | 23/03/2019 | 1     | 1:25  | Nashville                       |                                             |
| Vitória | 13-5   | Henry Briones     | Decisão (unânime)                    | UFC Fight Night: Maia vs. Usman         | 19/05/2018 | 3     | 5:00  | Santiago                        |                                             |
| Vitória | 12-5   | Merab Dvalishvili | Decisão (dividida)                   | UFC Fight Night: Swanson vs. Ortega     | 09/12/2017 | 3     | 5:00  | Fresno, Califórnia              |                                             |
| Derrota | 11-5   | Augusto Mendes    | Decisão (dividida)                   | UFC Fight Night: Rodríguez vs. Penn     | 15/01/2017 | 3     | 5:00  | Phoenix, Arizona                |                                             |
| Derrota | 11-4   | Eddie Wineland    | Nocaute Técnico (socos)              | UFC on Fox: Holm vs. Shevchenko         | 23/07/2016 | 3     | 1:54  | Chicago, Illinois               |                                             |
| Derrota | 11-3   | Urijah Faber      | Decisão (unânime)                    | UFC 194: Aldo vs. McGregor              | 12/12/2015 | 3     | 5:00  | Las Vegas, Nevada               |                                             |
| Vitória | 11-2   | Sirwan Kakai      | Decisão (dividida)                   | UFC Fight Night: Teixeira vs. St. Preux | 08/08/2015 | 3     | 5:00  | Nashville, Tennessee            |                                             |
| Vitória | 10-2   | Iuri Alcântara    | Decisão (unânime)                    | UFC Fight Night: Pezão vs. Mir          | 22/02/2015 | 3     | 5:00  | Porto Alegre, Rio Grande do Sul |                                             |
| Vitória | 9-2    | Nolan Ticman      | Decisão (unânime)                    | UFC Fight Night: Bader vs. St. Preux    | 16/08/2014 | 3     | 5:00  | Bangor, Maine                   |                                             |
| Vitória | 8-2    | Marvin Blumer     | Nocaute Técnico (interrupção médica) | KOTC - Radar Lock                       | 22/02/2014 | 4     | 5:00  | Scottsdale, Arizona             | Defendeu o Título Peso Mosca do KOTC.       |
| Vitória | 7-2    | Tyler Bialecki    | Finalização (mata leão)              | KOTC - Boiling Point                    | 28/09/2013 | 1     | 4:53  | Scottsdale, Arizona             | Defendeu o Título Peso Mosca do KOTC.       |
| Vitória | 6-2    | Marvin Garcia     | Finalização (mata leão)              | KOTC - World Champions                  | 25/05/2013 | 2     | 4:10  | Las Vegas, Nevada               | Estréia nos Galos; Ganhou o Título do KOTC. |
| Vitória | 5-2    | Jade Porter       | Decisão (majoritária)                | Coalition of Combat: Pound for Pound    | 15/09/2012 | 3     | 5:00  | Phoenix, Arizona                | Ganhou o Título Peso Pena do CoC.           |
| Derrota | 4-2    | Jeff Fletcher     | Desqualificação (joelhada ilegal)    | World Fighting Federation 8             | 12/05/2012 | 1     | 4:12  | Scottsdale, Arizona             | Perdeu o Título Peso Pena do WFF.           |
| Derrota | 4-1    | Cody Huard        | Nocaute (soco)                       | TCF - Rumble at Ranch 2                 | 05/11/2011 | 1     | 2:34  | Phoenix, Arizona                |                                             |
| Vitória | 4-0    | Michael Parker    | Nocaute Técnico (socos)              | World Fighting Federation 7             | 22/10/2011 | 1     | 3:08  | Tucson, Arizona                 | Ganhou o Título Peso Pena do WFF.           |
| Vitória | 3-0    | Ruben Gonzales    | Decisão (unânime)                    | TCF - Rumble at Ranch 1                 | 23/04/2011 | 3     | 5:00  | Phoenix, Arizona                |                                             |
| Vitória | 2-0    | Kenneth Mendoza   | Nocaute Técnico (socos)              | World Fighting Federarion 1             | 16/10/2010 | 1     | 4:26  | Tucson, Arizona                 |                                             |
| Vitória | 1-0    | Edwin Louis       | Decisão (unânime)                    | Rage In The Cage 137                    | 14/11/2009 | 3     | 5:00  | Tucson, Arizona                 |                                             |